# R9 Regionales Fernsehen Österreich
Die R9 Regional TV Austria GmbH ist ein österreichischer Fernsehvermarkter, seit 2015 mit eigenem Fernsehprogramm. R9 vermarktet Werbezeiten der jeweils größten Regionalsender aller österreichischen Bundesländer.
Zusammen erreichen diese pro Monat laut eigenen Angaben rund 2,5 Millionen Haushalte in Österreich. Seit März 2014 wird R9 als Verbund vom österreichischen Teletest erfasst und ausgewiesen. Seit Mitte 2015 strahlt R9 unter dem Namen R9 Österreich HD ein eigenes Fernsehprogramm via Satellit aus. Eigentümer sind WH Media GmbH (35 %), Holzhey Management und Beteiligungen GmbH (35 %) und Kobza Media Beratungs GmbH (30 %).

## Geschichte
R9 wurde im Jahr 2013 von WH Medien (Wien Holding), denen W24 angehört, LT1-Geschäftsführer Wolf-Dieter Holzhey und der Kobza Media gegründet und im Rahmen der Österreichischen Medientage 2013 vorgestellt.
Weitere Kooperationspartner sind Mediaagenturen wie die GroupM mit einem Marktanteil von rund 50 Prozent im österreichischen TV-Werbemarkt und die nationale TV-Regulierungsbehörde KommAustria.
Anfang April 2015 wurde auf dem Satelliten Astra ein Sendeplatz für R9 Österreich HD eingerichtet. Der Sender nahm mit 20. Juli 2015 seinen Sendebetrieb unverschlüsselt auf. Der offizielle Sendestart fand am 7. September 2015 statt. Vor dem offiziellen Sendestart wurden auf R9 Österreich HD aktuelle Ausgaben des Magazins Österreich Blick als Dauerschleife gesendet. In der Vermarktung wurde zunächst mit ProSiebenSat.1 Media kooperiert.

## Angebot als Werbezeitenvermarkter
Der Verbund vermarktet österreichweite Werbeflächen auf den zu R9 gehörenden regionalen Sendern. Dabei werden klassische Werbespots und PR-Flächen angeboten. Werbekunden sollte ein überregionales Angebot zur Verfügung gestellt werden. Seit März 2016 wird der Sender R9 vom Unternehmen IP Österreich, welches auch Vermarkter der Werbefenster der RTL-Gruppe ist, vermarktet.
R9 ist Werbezeitenvermarkter und Programmzulieferer für folgende regionalen Fernsehsender:
- W24 (Wien)
- Schau TV (Burgenland)
- LT1 (Oberösterreich)
- Kanal3 (Steiermark)
- KT1 (Kärnten)
- tirol tv (Tirol)
- Ländle TV (Vorarlberg)
- N1 TV (Niederösterreich) und
- RTS Regionalfernsehen Salzburg

## Satellitenplattform für regionale Fernsehprogramme
Die Regulierungsbehörde KommAustria hat R9 im Juni 2015 als Vollprogramm für tagesaktuelle Informationen und Nachrichten, Beiträge zu den Themen Kultur, Sport, Wirtschaft, Menschen, Veranstaltungen sowie Gesellschaft genehmigt. Es sollten rund 80 % eigenproduziertes Material gesendet werden.
Seit September 2015 wird zusätzlich zu dieser Sendung jedes der Regionalprogramme mit Ausnahme von W24 täglich zu festgelegten Sendezeiten für jeweils eine Stunde ausgestrahlt.

### Gemeinsames Programm
Als erste gemeinsame Sendung wird seit 27. Juni 2014 jeden Freitag um 20 Uhr das 30-minütige Magazin Österreich Blick auf allen oben genannten Regionalsendern ausgestrahlt. Diese Sendung, welche sich als Service- und Wohlfühlmagazin versteht, fasst die Höhepunkte aus den aktuellen Programmen aller Bundesländer zusammen und enthält zwei Werbeblöcke. Wiederholungen werden samstags und sonntags um 10 Uhr und auf manchen der Sender noch zusätzlich zu anderen Zeitpunkten gezeigt. Das Magazin wurde zunächst meist von Eva Pölzl und manchmal von Jenny Posch präsentiert. Aufgrund ihrer Moderationstätigkeit beim ORF-Frühstücksfernsehen Guten Morgen Österreich ab Ende März 2016 präsentierte Eva Pölzl die Sendung am 12. Februar 2016 zum letzten Mal. Die folgenden Ausgaben wurden von Jenny Posch, jene vom 25. März von Nadine Friedrich moderiert. Ab April 2016 moderierte Alfons Haider die Sendung für ein Jahr. Im April 2017 übernahmen Jenny Posch und Mona Müller die wöchentliche Moderation des Regionalmagazins. Im September 2019 genehmigte die KommAustria eine Programmänderung. Seitdem wird ein Großteil des Programms mit Teleshoppingsendungen bestritten.

## Weitere Entwicklung
Die erste Entwicklung Österreich Blick wurde im Jahr 2015 mit einem Preis der Romy-Jury für die beste Programmidee ausgezeichnet. Österreich Blick-Entwickler Marcin Kotlowski und Eva Pölzl als Moderatorin wurden ausgezeichnet.
Ab Mai 2015 wurde Österreich Blick um die Weiterentwicklung Wirtschafts Blick, eine dreiminütige Rubrik über wirtschaftliche Neuigkeiten in Form von Society-Berichterstattung, erweitert.

### Empfang
R9 fungiert als Netzwerksender, vgl. Network#Situation in Österreich. Als Plattformbetreiber tritt das Netzwerk als Satellitenplattform für seine Regionalsender auf. Die Empfangsdaten des Senders lauten:
- Satellit: ASTRA 19,2° Ost
- Frequenz: 11273 MHz
- Symbolrate (MS/s): 22000
- Fehlerschutz (FEC): 2/3
- Polarisation: Horizontal
- Modulation: DVB-S2 - 8PSK

### Kritik
Im April 2018 hat die KommAustria festgestellt, dass in der Sendung Die Besten Tirols Schleichwerbung ausgestrahlt worden ist.

## Auszeichnungen
- 2015: Romy – Preis der Jury für Österreich Blick[15]